# Maison au 12, rue Clemenceau à Benfeld
La maison au 12, rue Clemenceau est un monument historique situé à Benfeld, dans le département français du Bas-Rhin.

## Localisation
Ce bâtiment est situé au 12, rue Clemenceau à Benfeld.

## Historique
L'édifice fait l'objet d'une inscription au titre des monuments historiques depuis 1988.